# 1539年貴族院席次順位法
1539年貴族院席次順位法（1539ねんきぞくいんせきじじゅんいほう、英語: The House of Lords Precedence Act 1539）は、イングランド議会により制定された法律。貴族院議員の席次順位を定める。ただし、一部条項が廃止されたり、後継法に引き継がれたりしているため、現代ではこの法律のみをもって貴族院議員の席次順位が定められるわけではない。
現代では一部廃止されたものの、現行法である。

## 内容
1539年貴族院席次順位法で定められた席次は先頭から順に君主の子女、「国王代理」（Vicegerent、制定時点ではトマス・クロムウェルが在任）、カンタベリー大主教、ヨーク大主教、それ以外の主教、大法官、大蔵卿、枢密院議長、王璽尚書、式部卿、大司馬、軍務伯、海軍卿（Lord High Admiral）、王室家政長官、宮内長官、それ以外の公爵、侯爵、伯爵、子爵、男爵である。
トマス・クロムウェルの国王代理への任命は1536年の議会閉会後に行われた。1539年に議会が開会すると、議会はクロムウェル任命への追認の意思を示したかったが、同時に「クロムウェルの任命には議会の同意が必要」という印象を与えたくなかったため、クロムウェルの任命を単なる事実として1539年貴族院席次順位法の序文で言及し、論争を避けた形となった。
1948年制定法整理法では星室裁判所に関する条項などが削除された。

## 関連図書
- Halsbury's Statutes of England and Wales（英語版）. Fourth Edition. 2010 Reissue. Volume 10(1). Page 101.